# Ультрагидрофобность
Ультрагидрофобность или Сверхгидрофобность - химические и материаловедческие термины, которые указывают на чрезвычайно высокую гидрофобность поверхности. В живой природе способностями сверхгидрофобности обладают водомерки, гекконы и анолисы, которые используются ими либо для перемещения по воде, либо для дыхания под водой.